# القلق النووي

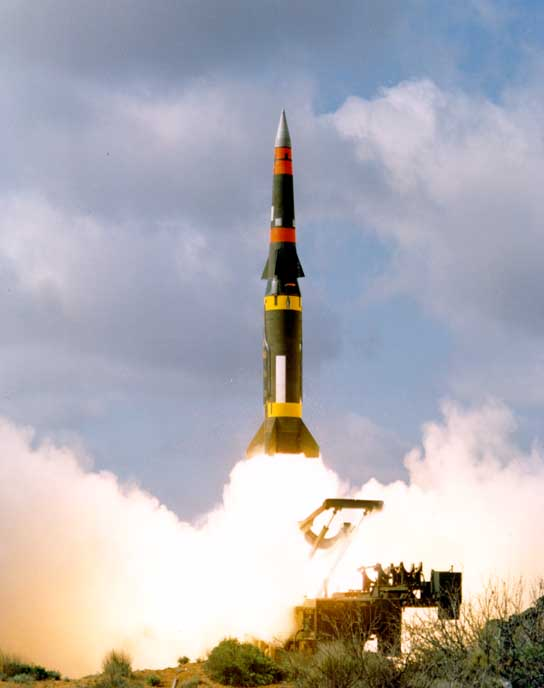
بيرشينج -٢مرحله واحده

يقصد بالقلق النووي: القلق من مواجهة محرقة نووية محتملة.
عدَّت عالمة الأنثروبولوجيا الأمريكية مارجريت ميد هذا القلق في الستينيات دافعاً عنيفاً للبقاء على قيد الحياة.
«يجب التوجه نحو الاعتراف بالحاجة إلى السلام.في المستقبل، خاصة خلال الحرب الباردة».
عرَّف عالم النفس الأمريكي مايكل دي نيوكومب وغيره «القلق النووي» بعد فترة «الانفراج»في ثمانينيات القرن العشرين، طور نيوكومب مقياساً نفسياً لتقييمه مع استبيان المواقف النووية في عام 1986 لتقييم القلق النووي، على الرغم من أن التأثيرات العقلية كانت موضع خلاف منذ بداية العصر الذري.
نشأ مصطلح «الخوف من الحرب النووية وعواقبها»في فترة الحرب الباردة. فحصت هذه المسألة بشكل خاص في الطب النفسي للأطفال والمراهقين وأجريت الكثير من الأبحاث حول القلق النووي بين الشباب في ثمانينيات القرن العشريننظراً إلى تأثير السياق الذي أجريت فيه الدراسات، يصعب التحقق من تكرارها إن لم يكن أمراً مستحيلاً. تُعد الدراسات الحديثة المتعلقة بالقلق النووي نادرة نسبياً.

## الأسباب

### السياق التاريخي
كان تصاعد الخوف بشأن معقولية التهديد النووي متأصلاً في السياق التاريخي والسياسي للحرب الباردة. لقد أثبتت الأحداث السياسية مثل استخدام القنبلة النووية على هيروشيما وناغازاكي عام 1945 القوة المدمرة للأسلحة النووية، في حين ساهمت أزمة الصواريخ الكوبية وأزمة الصواريخ الأوروبية في زيادة التوترات بين القوى العظمى إلى عامة الناس، والخوف من إمكانية اللجوء إلى القذائف النووية. وأدى الخوف من التدمير المتبادل إلى إثارة القلق النووي.أخذ القلق النووي أهمية كبيرة في المشهد السياسي في أثناء الانتخابات الرئاسية عام 1984.
تحدث مراهقان إلى الكونغرس عن مخاوفهما من الحرب النووية في حدث استضافته لجنة مجلس النواب الأمريكي للأطفال والشباب والأسر في 20 سبتمبر 1983.قادت الجمعية الأمريكية للطب النفسي البرامج المتعلقة بالقلق النووي لدى الأطفال.بالإضافة إلى ذلك، ذكر والتر مونديل «الكوابيس النووية» التي يعانيها الشباب الأمريكان خلال خطاب ألقاه خلال حملته الانتخابية عام 1984.

### نزاع

#### نشر الخوف من قبل اليسار السياسي
تحدى جوزيف أديلسون وتشيستر إي فين وجود القلق النووي بين الشباب الأمريكان في الحرب الباردة في مقالتهم «إرهاب الأطفال» عام 1985. واستنكرا دور اليسار السياسي في إشاعة الخوف بين الأطفال لأهداف سياسية. يرى المؤلفون أن القلق النووي لم يكن منتشراً بين الأطفال قبل صوغ المصطلح، وأن الدراسات الاستقصائية التي تقيس القلق النووي واجهت الشباب بفكرة القلق النووي لنشر الخوف بين الشباب.ويؤكد المؤلفون أن الأطفال يتعرضون «للترهيب» و«التدريب» من قبل السياسيين اليساريين لنزع السلاح النووي بذريعة القلق النووي.

#### دور الطبقة الاجتماعية
يُحتج على أن الثروة والعرق والطبقة الاجتماعية لها دور في سبب القلق النووي.ويؤكد هذا الادعاء أن أطفال الأثرياء والبيض هم الأكثر عرضة للمعاناة من القلق النووي بسبب التعرض لمخاوف تمييزية أو مادية أقل من الأطفال الملونين ومن الطبقة الاجتماعية الدنيا. إن أولئك الذين ينصرف اهتمامهم نحو القضايا الملحة لا ينشغلون بالتهديدات النووية إلى حد كبير.

#### جِدال
أثارت مقالة أديلسون وفين «إرهاب الأطفال» جدلاًإذ شكك المؤلفان في سمعة جمعية علم النفس الأمريكية بعد برامجها المتعلقة بالقلق النووي، واصفين إياها بأنها «سيرك من خمسين حلقة» بقيادة «مشاهير اليسار» وشككوا في مصداقية الباحثين والمجلات التي نشرت عن القلق النووي بين الأطفال. هذا الدليل، الذي يسميه المؤلفون «غير واقعي» وتحريضي ومحض وبسيط،عُدَّ نقداً غير علمي وغير منصف.
```
ناقش باحثون آخرون كلتا الحجتين فيما يتعلق بترويج الخوف والطبقة الاجتماعية ولم يجدوا أي علاقة بين القلق النووي والتفضيلات السياسية والطبقة الاجتماعية.
[
6
]
[
9
]
```

كان انتشار القلق النووي مرتفعاً خلال الثمانينيات في مختلف القارات.عُدت التهديدات النووية بين طلاب شمال أوروبا على أنها مصدر القلق الأكبر، إذ كانت في المرتبة الثانية أو الثالثة بين طلاب أمريكا الشمالية في عام 1986،وعُدت مصدراً للقلق في دول العالم الثالث، مثل شباب كولومبيا.صنفت على أنها مصدر القلق الأكثر شيوعاً بين طلاب أونتاريو في عام 1985والأطفال والمراهقين الفنلنديين في دراسة استقصائية وطنية في العام نفسه.
أنشأ مايكل دي نيوكومب استبيانًا لدراسة المواقف النووية بهدف تقييم آراء ومخاوف 722 من الشباب من محطات الطاقة النووية والأسلحة.يستخدم الاستبيان المكون من خمسة عشر بنداً أسئلة ذات مقياس مماثل لتقييم أربع بنيات: القلق النووي، والدعم النووي، والخوف من المستقبل، والحرمان النووي. كانت الردود المحتملة على كل عنصر«لا أوافق أو لا أوافق بشدة» و«لا أعرف» و«أوافق أو أوافق بشدة».

## التأثير على الصحة العقلية
```
تبين أن القلق النووي له آثار سلبية على الصحة العقلية للناس من جميع الأعمار، وخاصة على الأطفال والمراهقين،
[
4
]
[
5
]
[
6
]
[
10
]
وقد وُجد في العديد من البلدان في جميع أنحاء العالم بسبب انتشار التهديدات النووية.
[
5
]
وتشمل هذه الآثار عادة مشاعر القلق والعجز
[
11
]
 والقلق المتكرر والجهد
[
4
]
واليأس
[
4
]
وفقدان المعنى أو الهدفوالخوف
[
12
]
والشعور بعدم الرضا عن الحياة
[
6
]
والاكتئاب
[
10
]
وزيادة تعاطي المخدرات
[
10
]
و«اضطرابات في نمو العقل» بين الشباب
[
10
]
وانعدام القيمة
[
6
]
والشعور بالوحدة
[
6
]
والاغتراب
[
6
]
وانخفاض احترام الذات
[
6
]
 وانخفاض الرفاهية الذاتية.
[
13
]
كما ارتبط القلق النووي بين المراهقين بالوقوع في المشاكل.
[
6
]

 وجدت بعض الاختلافات بين الجنسين فيما يتعلق بهذه الآثار. وجدت دراسة أن الرجال كانوا أقل ميلًا للإبلاغ عن القلق وأكثر ميلًا إلى إنكار تهديدات 
الحرب النووية
 من النساء، وربما يرجع ذلك إلى الذكورة وفقاً للمؤلف.
[
10
]
كما أبلغت النساء عن انخفاض الرضا عن الحياة وارتفاع تعاطي الرجال للمخدرات.
[
10
]
```

تعتمد التأثيرات على الحالة العقلية أيضاً على مدى القلق بشأن التهديدات النووية. أن القلق إلى مستوى «القلق» نادراً ما يؤدي إلى تدهور الحالة العقلية، في حين وجد أن القلق إلى مستوى «اليأس» له آثار على الحالة العقلية تبقى مستقرة بمرور الوقت، ولكن يمكن للأشخاص التعايش معها.يؤدي إنكار الوالدين لوجود تهديد نووي أو قلق نووي إلى تفاقم عواقبه.
تتوقف الآثار على الصحة العقلية أيضًا على الأشخاص الذين يشاركون في عمليات نزع السلاح. أما أولئك الذين لم يواجهوا مشاكل متعلقة بالقلق تستمر حتى منتصف مرحلة البلوغ على الأقل، لم يبلغوا عن أي انخفاض في الصحة العقلية.

## التأثير على النشاط
```
كان للقلق النووي تأثير على النشاط السياسي، لا سيما من خلال احتجاجات السلام وحركة التجميد النووي. وارتبط القلق النووي بزيادة المعارضة للتسلح النووي والرغبة في اتخاذ إجراء بشأن هذه المسألة.
[
13
]
إن الذين يعتقدون أن البقاء على قيد الحياة من المستحيل في ظل حرب نووية من المرجح أن يتوجهوا إلى النشاط المناهض للأسلحة النووية عبر السعي إلى تثقيف الآخرين بشأن هذه التهديدات والاحتجاز والضغط على الحكومات لنزع السلاح.
[
10
]
```

## التعامل
يرتبط علاج القلق النووي بشكل أساسي بإيجاد وسيلة للعيش مع الخوف واتخاذ إجراءات للحد من آثاره الشنيعة على الصحة العقلية. ارتبط إعداد المواد الغذائية والإمدادات الطبية لتعزيز فرص البقاء على قيد الحياة بزيادة التفاؤل، وهو أساسي للحد من القلق. كانت مناقشة المخاوف مع الزملاء والأسرة والمعلمين مفيدة أيضاً في تخفيف القلق وزيادة الثقة.